# Taylor Dooley
Taylor Marie Dooley (Grosse Pointe, 26 februari 1993) is een Amerikaanse actrice.